# Enter-music
Enter Music (раніше — Enter) — колишній український музичний телеканал. Розпочав мовлення 1 червня 2001 року та припинив 15 квітня 2012 року. Входив до «U.A. Inter Media Group». Телеканал був замінений дитячим телеканалом «Піксель TV».

## Історія
Мовлення телеканалу «Enter» розпочалось 1 червня 2001 року. Спочатку на каналі не було програм у прямому ефірі та приставки «music». Перший ефір наживо був проведений 22 квітня 2002 року, коли стартувала ранкова програма "RUNОЩІ". Для українського ентертейнменту така програма стала проривом, нічого подібного на той момент не було. «RUNОЩІ» стали першим українським ранковим інтерактивом у прямому ефірі. 
Музика на каналі часто виходила блоками. Тобто, якщо глядач бачив, що почали показувати кліпи ню-метал гуртів, то на найближчі півгодини-годину був блок такої музики. Потім одразу за ним міг йти, наприклад, хіп-хоп. Також було додавання інтерактивних послуг для глядачів. В музичному аспекті канал орієнтувався в першу чергу на українських виконавців, у другу — на світових, у третю — на виконавців з інших країн СНД. За словами першого програмного директора каналу Віталія Бардецького, головним напрямком каналу був альтернативний поп, який не брали на інші музичні медіа.
З 1 липня 2005 року «Enter Music» почав транслювати програми російського музичного каналу «MTV Росія», що викликало деякий резонанс, але з 1 січня 2006 року припинив через рішення Національної ради з питань телебачення та радіомовлення. Нацрада пояснювала своє рішення тим, що ретрансляція російського каналу не вписується у ліцензійні умови каналу «Enter Music», а суборенда каналу суперечить українському законодавству.
На початку 2009 року відбувся перезапуск каналу, який став більш інформаційним та від альтернативної музики перейшов до популярної.
Закриття каналу у квітні 2012 року його директор Юрій Молчанов пояснював перенасиченням українського ефіру музичними каналами та падінням популярності музичних каналів взагалі, адже із розвитком інтернету і онлайн-трансляцій та подкастів, де користувач може сам вибирати музику, значно знизився інтерес до музичного телебачення, де музика підбирається редактором.
15 квітня 2012 року о 02:00 ночі канал припинив своє мовлення.

## Телепрограми
1. Performance — трансляції наживо концертів, церемоній MTV, VH1 тощо.
2. Document — біографії відомих музикантів, документальні фільми на музичну тематику.
3. RE: ставрація — програма присвячена музиці 1970-х — 1990-х років.
4. News — новини шоу-бізнесу.
5. Artist Active — інтерв'ю з музикантами.
6. Enter-mail — музичні кліпи за заявками телеглядачів.
7. SMS Top 20 — музичний чарт, створений на основі голосування через SMS від глядачів.

## Логотипи
Телеканал змінив 4 логотипи.
| Логотип | Опис |
| ------- | --- |
|         | Офіційний логотип у 2001-2004 роках, використовувався в заставках, анонсах, та ЗМІ. Логотипом була біла літера «e» із подовженим заокругленим кінцем, як у символу «@». Літера знаходилась у трикутнику з синім тлом і дуже заокругленими кутами, який внизу посередині був розірваним білим словом «enter».                                                                  |
|         | З 1 червня 2001 по 31 серпня 2004 року ефірний логотип представляв собою таку ж білу літеру «e» з офіційного логотипа, але на прозорому фоні. Перебував у правому верхньому куті. |
|         | З 1 вересня 2004 по 7 серпня 2009 року логотип представляв собою слово «MUSIC» («MU» блакитного кольору, «SIC» чорного кольору), під ним був розташований напис «TELEVISION» блакитного кольору, а праворуч від тексту був чорно-білий куб з попереднім логотипом. Знаходився там же. Під час показу програм телеканалу «MTV Росія», логотип переміщався у лівий верхній кут. |
|         | З 8 серпня 2009 по 14 квітня 2012 року логотип представляв собою жовте коло схоже на величезну кому зі словом «Music» чорного кольору. Знаходився там же. |
|         | Четвертий логотип був таким само, як і третій, але над написом «Music» з'явився напис «Enter». |